# Physospermopsis kingdon-wardii
Physospermopsis kingdon-wardii là một loài thực vật có hoa trong họ Hoa tán. Loài này được (H. Wolff) C. Norman miêu tả khoa học đầu tiên năm 1938.